# 帕特·伯克
帕特里克·“帕特”·约翰·伯克（英語：Patrick (Pat) John Burke，1973年12月14日—），生于爱尔兰都柏林，爱尔兰前职业篮球运动员。他是第一位进入NBA的爱尔兰球员，他也是爱尔兰国家男子篮球队的队长。

## 早年生活
伯克就读于佛罗里达州珊瑚角（Cape Coral）的水手高中（Mariner High School），他16岁以前没有参加过有组织的篮球比赛。

## 欧洲赛场
他在1998-99赛季至2000-01赛季，连续三年在帕纳辛奈克斯队夺得希腊联赛冠军，他在欧洲联赛的211场比赛中得到场均8.2分和5.2个篮板。

## NBA生涯
在1997年NBA选秀中奥本大学毕业的伯克没能被选中，他在2002年签约奥兰多魔术队，为球队出场了62次得到场均4.3分和2.4个篮板。此后在2005-07赛季还以自由人身份签约菲尼克斯太阳队，作了两个赛季的第12人，2006-07赛季结束后离开了球队。